# William Joseph Donovan

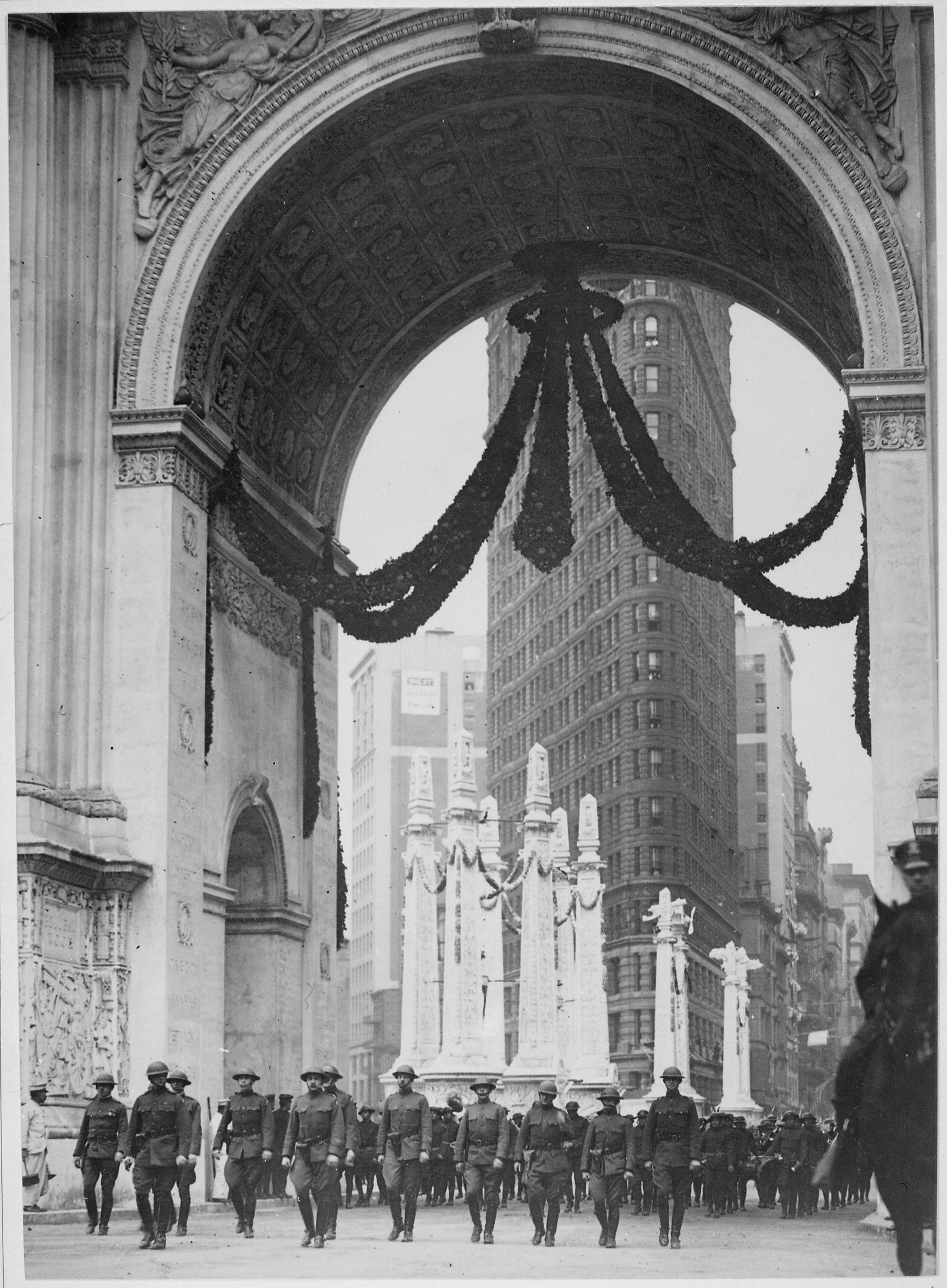
Donovan és a 165. gyalogezred katonái a Victory Arch alatt menetelnek New Yorkban az 1919-es győzelmi parádén (háttérben a Flatiron Building).

William Joseph Donovan (Buffalo, New York, 1883. január 1. – Washington, D.C., 1959. február 8.) amerikai katona, ügyvéd és hírszerző. Donovan volt az Office of Strategic Services, (OSS) létrehozója és vezetője a második világháború során, ezért kapta az „amerikai hírszerzés atyja”, illetve „a CIA atyja” beceneveket.

## Élete

### Fiatalkora
Donovan 1883-ban ír bevándorlók gyermekeként született a New York állambeli Buffalo városban. Apja Timothy P. Donovan, anyja Anna Letitia "Tish" Donovan (szül. Lennon). Tanulmányait a St. Joseph's Collegiate Institute főiskolán és a Niagara University egyetemen végezte, majd pedig a Columbia University amerikai focicsapatának tagja volt. Itt kapta becenevét, amely később élete végéig elkísérte: Wild Bill Donovan.
1905-ben diplomázott a Columbia Egyetemen, ahol tagja volt a Phi Kappa Psi diákszövetségnek, illetve a Máltai lovagrendnek (angolul=Knights of Malta).
Donovan a Columbia jogi karán végzett és hamarosan befolyásos Wall Street-i ügyvéd lett belőle. 1912-ben az Nemzeti Gárda keretén belül létrehozott egy lovasszázadot, amelynek első parancsnoka lett. Az egységet 1916-ban mozgósították és a mexikói-USA határra vezényelték, ahol részt vett a Pancho Villa elleni hadműveletekben.

### Az első világháborúban

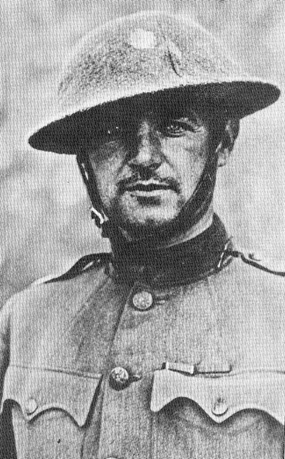
Donovan 1918-ban, a 42. amerikai gyalogezred őrnagyaként.

Az első világháborúban Donovan őrnagyi rangban szolgált. Ő alakította meg és vezette a 42. lövészhadosztály 165. ezredének első zászlóalját, amely a 69. New York-i önkéntes lövészezred (Fighting 69) katonáiból alakult meg. 1917-től szolgáltak a nyugati fronton, ahol az 1917. október 14-15-i harcok után megkapta a Medal of Honor kitüntetést. A háború végére Donovant előléptették ezredessé, illetve megkapta a Distinguished Service Cross és kétszer a Purple Heart kitüntetéseket.
Ekkoriban ismerkedett meg az akkor húszéves William Stephenson-nal.

### A két háború között

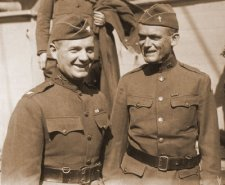
Donovan ezredes (balra) Francis P. Duffy tábori lelkésszel, miután egységével visszatért Franciaországból

A háború után Donovan visszatért a jogi pályára. 1922 és 1924 között New York állam nyugati kerületének ügyésze lett, aki az alkoholtilalom (Prohibition) időszakában energikusan harcolt az alkoholcsempészet ellen.
1924-ben Calvin Coolidge elnök kinevezte helyettes főügyésznek az amerikai igazságügyi minisztériumba, ahol a trösztellenes ügyekért volt felelős.
1922-ben a Republikánus Párt tagjaként sikertelenül pályázott New York állam helyettes kormányzói, majd 1932-ben a kormányzói posztra.
A két háború közötti időszakban Donovan sokat utazott Európában és találkozott számos vezető politikussal, közte Benito Mussolinivel. Donovan már ekkor úgy gondolta, hogy elkerülhetetlen egy második nagy európai háború kitörése. Külföldi tapasztalatai, kapcsolatai és politikai realizmusa révén felkeltette a demokrata párti Franklin D. Roosevelt amerikai elnök figyelmét is, aki barátja lett. Donovan és Roosevelt egymással ellentétben álló pártokhoz tartoztak, de nagyon hasonló személyiségük volt, és Roosevelt nagyra értékelte Donovan véleményét.
Ha Bill Donovan demokrata lett volna, ma ő volna a helyemen

### A második világháborúban

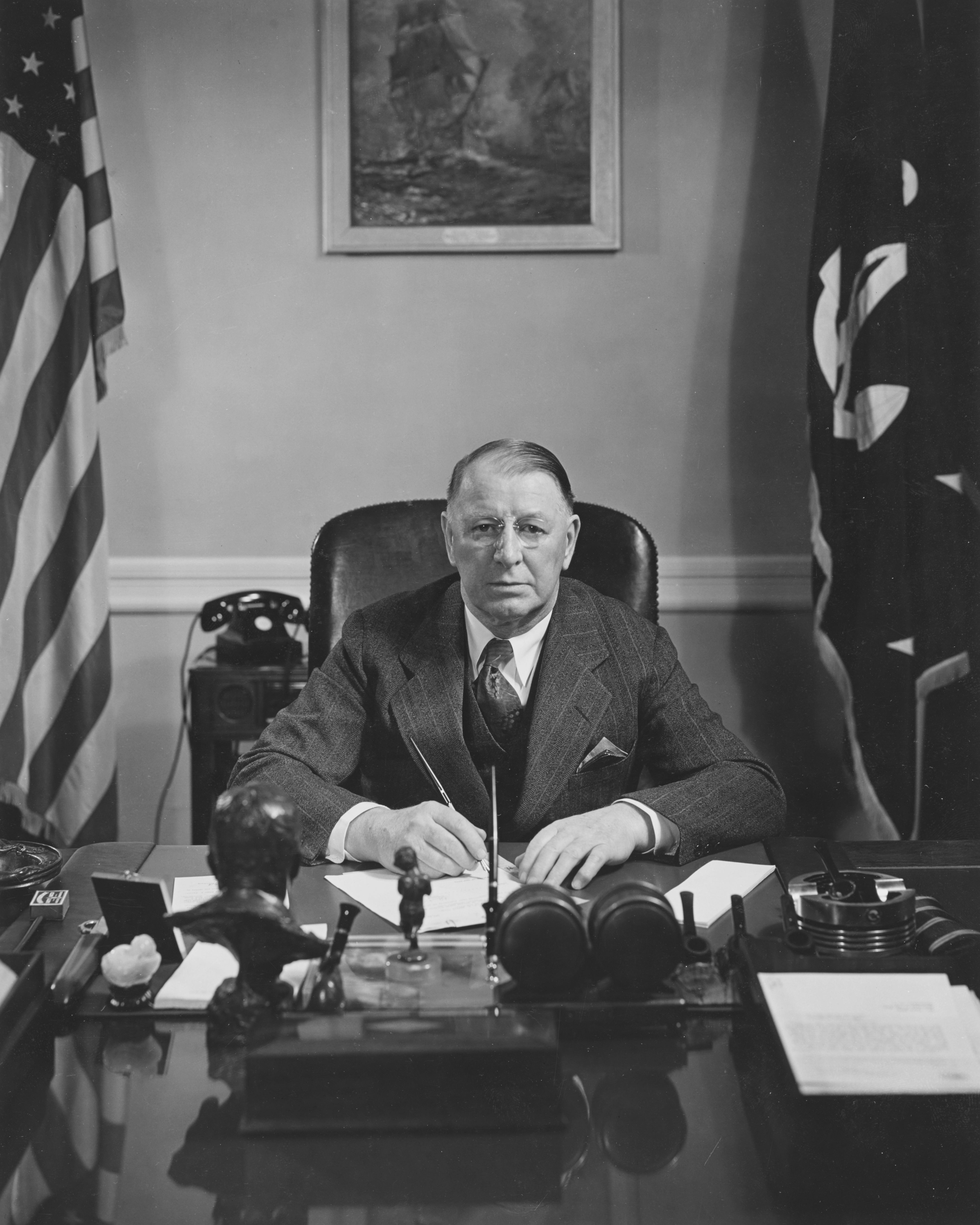
Frank Knox

A BSC felépítése. A BSC felépítésének Franklin D. Roosevelthez eljuttatott vázlatok egyikének egyszerűsített változata, amikor megszületett az OSS létrehozásának koncepciója.

Miután 1939 szeptemberében Németország megszállta Lengyelországot és ezzel kitört a második világháború, Roosevelt elnök megkezdte az Egyesült Államok felkészítését a háborúra, annak ellenére, hogy erős izolacionizmus jellemezte a közhangulatot. A haditengerészetért felelős miniszter, Frank Knox javaslatára Roosevelt számos, egyre fontosabb megbízást adott Donovannak. 1940 és 1941 között Nagy-Britanniában tartózkodott az elnök kiküldöttjeként, ahol Roosevelt és Knox utasítására azt kellett meghatároznia, vajon a britek szembe tudnak-e szállni a német agresszióval. Utazásai során Donovan számos vezető brit politikussal és katonával találkozott, többek között Winston Churchill miniszterelnökkel, illetve a brit hírszerző ügynökségek vezetőivel, köztük William Stephensonnal.. Amikor visszahívták Amerikába, Donovan biztosra vette, hogy Nagy-Britannia ki tud tartani a németek ellen és elhatározta, hogy brit mintára egy amerikai hírszerző testületet hoz létre.
Az Ultra rejtjelfejtő rendszer felfedte Hitler inváziós terveit. Churchill biztonsági okokból az USA-ba küldte a legújabb kutatási eredményeiket, nehogy a németek kezébe kerüljön. Így többek között a centiméter-radarhoz szükséges „fekete varázsdoboz”-t. Roosevelt tisztában volt az angliai helyzettel, hiszen megkapta a BSC-től a Bletchleyben megfejtett jelentéseket. Ezekből tudta, hogy az invázió szeptember közepéig bekövetkezik, ezért puskákat, géppisztolyokat, aknákat, bombákat, repülő erődöket juttatott el titokban Angliába.

### Hírszerzési tevékenysége

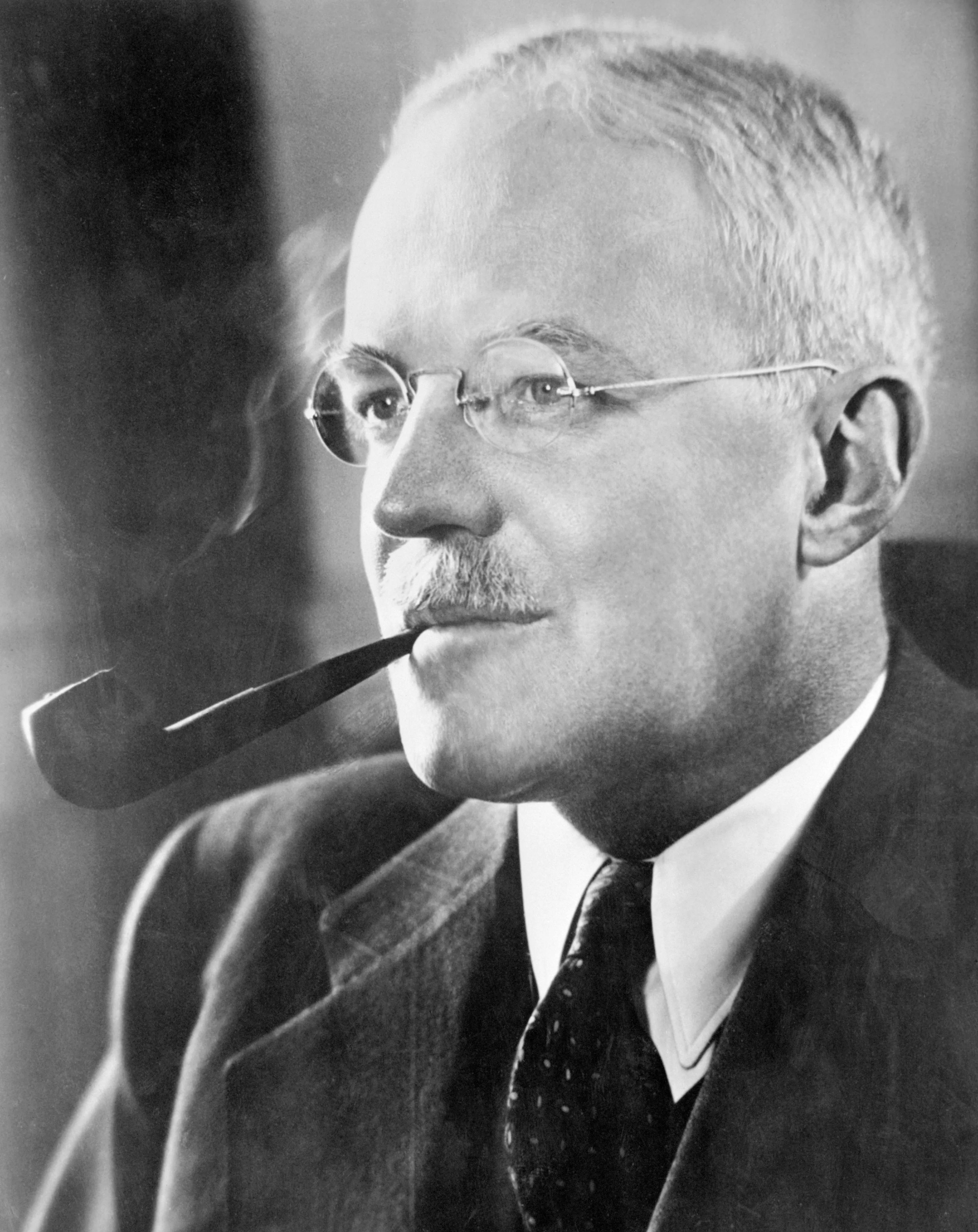
Allen Welsh Dulles

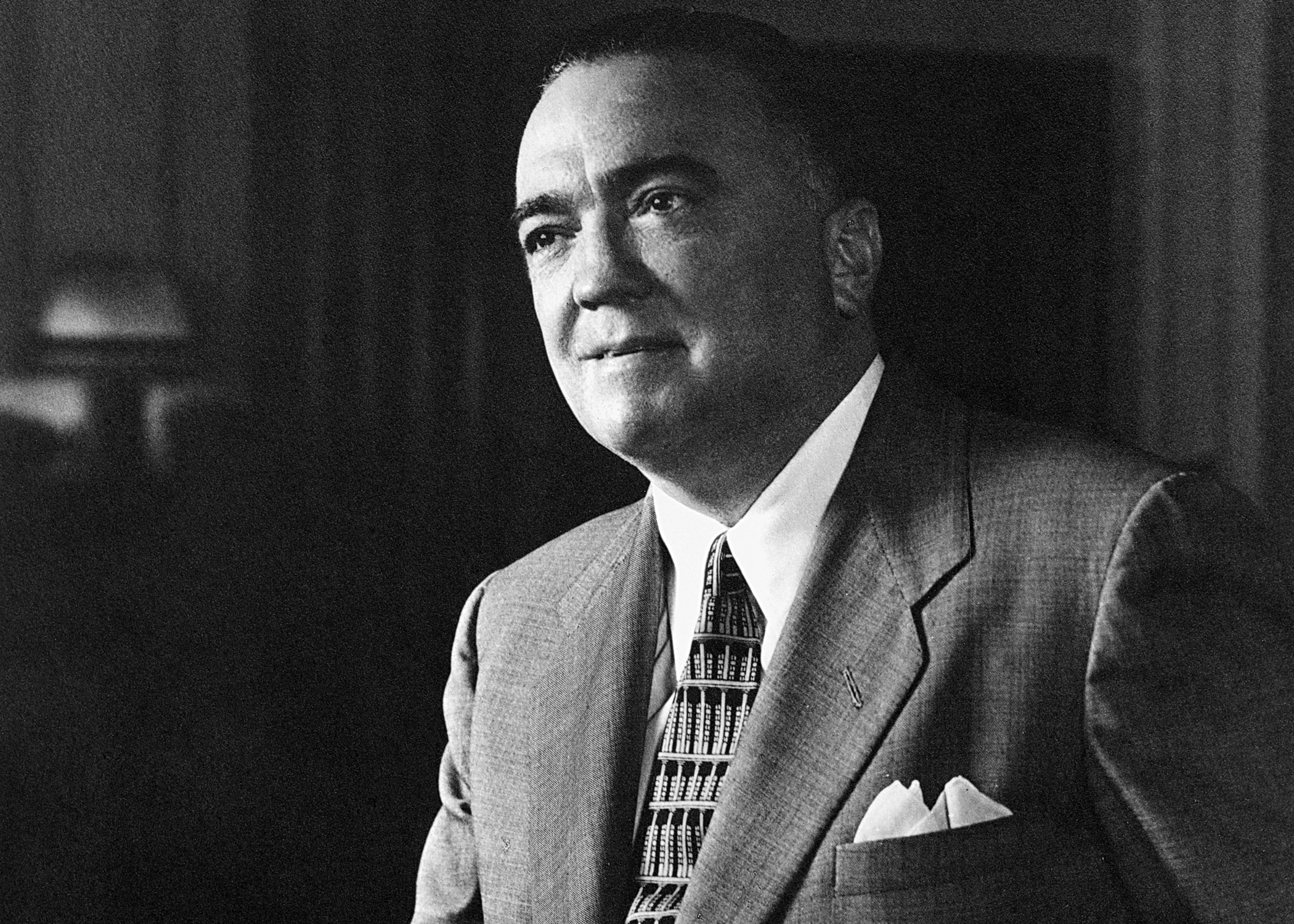
John Edgar Hoover

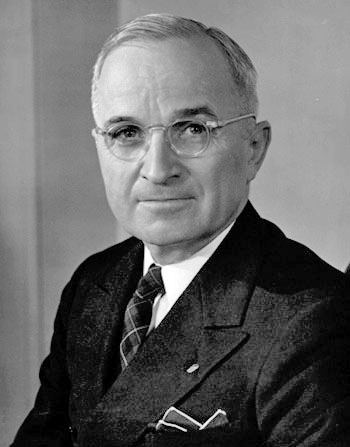
Harry S. Truman

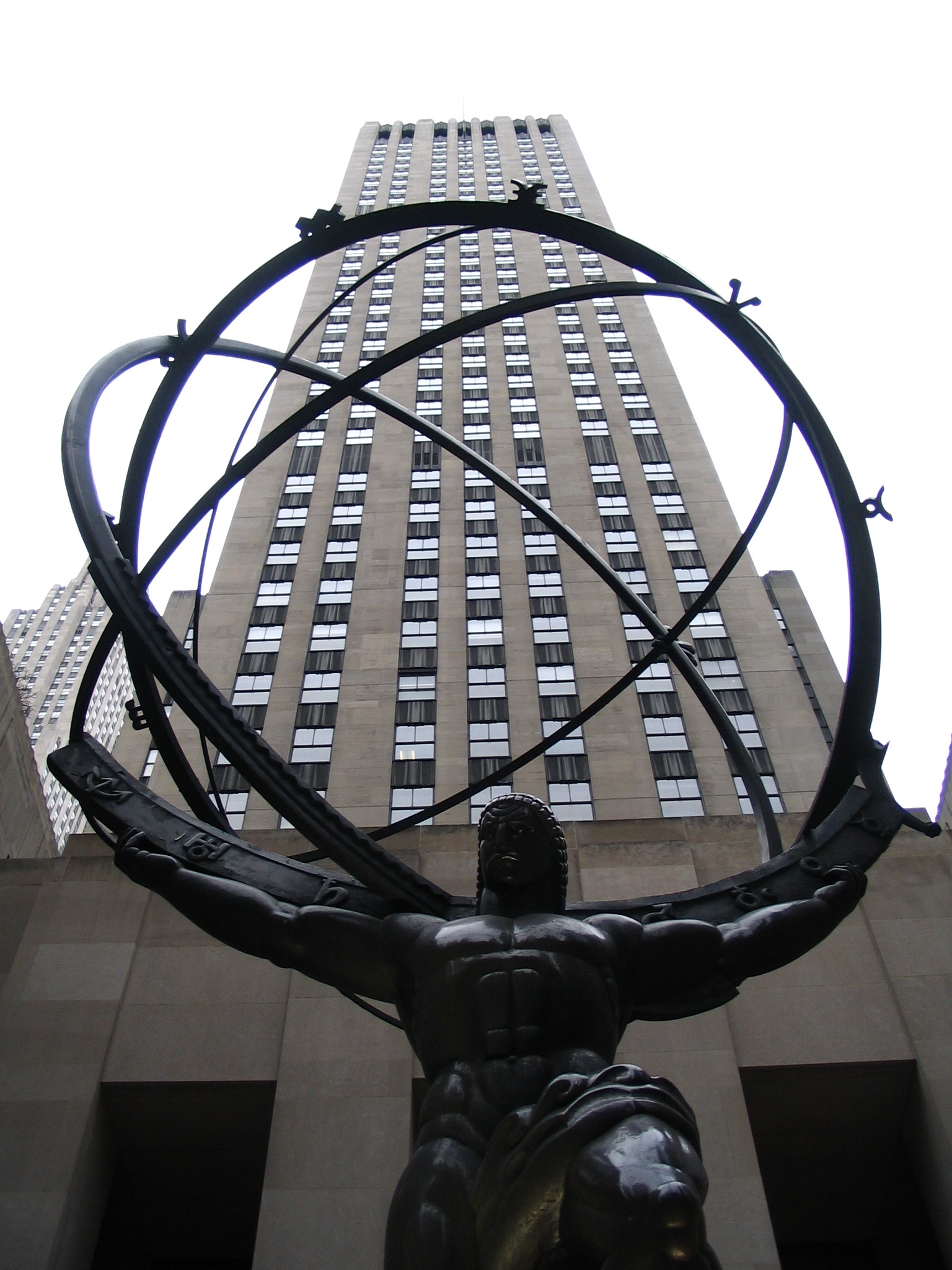
Donovan a Rockefeller Center New York-i épületének 3603-as szobájában rendezte be a COI központi irodáját

1941. július 11-én Donovant kinevezték Hírszerzési Koordinátorrá (Coordinator of Information, COI). Abban az időszakban az amerikai felderítő szervezetek teljesen önállóan, elszigeteltségben működtek. Mind a hadsereg, a haditengerészet, mind pedig az FBI saját érdekeiknek megfelelően működtették és vezették hírszerzési szervezeteiket és persze vonakodtak megosztani egymással a megszerzett információkat. Donovan új tisztségében névleg az összes amerikai hírszerszerzési tevékenységért felelős volt, de kinevezése után jó egy évet politikai és jogi csatározásokkal kellett töltenie, mivel névleges alárendeltjei nem nagyon akarták feladni a korábbi rendszerben megszerzett pozícióikat és erőforrásaikat. A John Edgar Hoover vezetése alatt álló FBI például ragaszkodott ahhoz, hogy önállóan működhessen Dél-Amerikában.
A nehézségek ellenére Donovan megkezdte egy központi hírszerző intézmény alapjainak lerakását. 1941 októberében a New York-i Rockefeller Center 3603-as szobájában rendezte be a COI központi irodáját és felkérte Allen Welsh Dulles-t, hogy vezesse azt. Korábban ebben a helységben működött a brit MI6 (a külföldi hírszerzésért felelős szervezet) amerikai irodája.
1942-ben a COI-t átnevezték Office of Strategic Services-re (OSS) és Donovan visszatért aktív katonai szolgálatba az első világháború alatt megszerzett rangjával (ezredes). Donovan vezetése alatt az OSS számos sikeres hírszerzési és szabotázsakciót hajtott végre Európában és Ázsiában, de a Hoover-rel kötött megegyezés alapján nem működhetett Dél-Amerikában. Emellett a Fülöp-szigeteken a helyi amerikai katonai parancsnok, Douglas MacArthur tábornok ellenszenve miatt nem tudott semmilyen műveletet végrehajtani.
Az 1970-es évekig az OSS második világháborús tevékenysége titok maradt, akkor kezdtek csak napvilágot látni az OSS korai éveit bemutató dokumentumok.
A második világháború vége felé Donovan egyre inkább azzal kezdett foglalkozni, hogyan tudná átmenteni az OSS-t a békeidőszakba. Miután 1945 áprilisában Roosevelt elnök meghalt, az elnökkel ápolt személyes kapcsolatra támaszkodó Donovan politikai pozíciói megrendültek. Bár erőteljesen képviselte az OSS érdekeit, számos ellenfele akadt az amerikai politikai vezetésben, többek között az új elnök, Harry S. Truman (aki ki nem állhatta Donovant) és Edgar Hoover, az FBI vezetője, aki veszélyes vetélytársat látott az OSS-ben. A közvélemény is az OSS ellen fordult, amikor Donovan kritikusai az "Amerika Gestapoja" címkét aggatták a hírszerző szervezetre. Truman elnök 1945 szeptemberében feloszlatta az OSS-t és Donovan leszerelt.
Azonban az OSS számos alosztálya túlélte az iroda feloszlatását és alig két évvel később megalakult a Központi Hírszerző Ügynökség (Central Intelligence Agency, CIA) amely valóra váltotta Donovan álmát egy békeidőben is működő, központosított hírszerző szervezetről.

### Szerepe a CIA megalakulásában

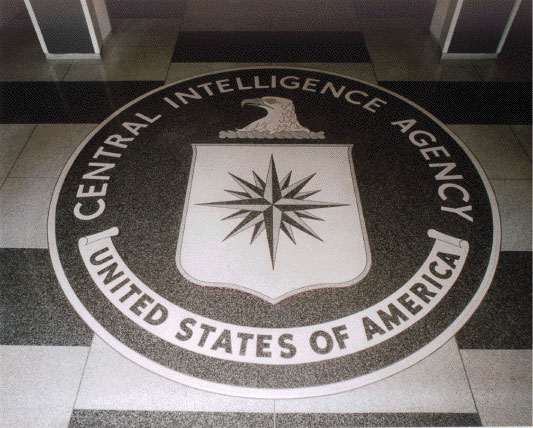
5 m átmérőjű CIA gránit intarziás pecsét a régi székház halljában

Donovan hivatalosan nem vett részt a CIA megalakulásában, de pártfogoltján, Allen Dulles-en és korábbi kollégáin keresztül jelentős befolyása volt. Miután sikeresen vezette az OSS-t a háborús években, a hírszerzési iroda vezetői nagyra tartották Donovan véleményét arról, hogy milyen hírszerző ügynökségre van szüksége Amerikának a formálódó kétpólusú, hidegháborús világban. Azonban továbbra is erős ellenállásba ütközött a külügyi, a hadügyi és a haditengerészeti tárcák, illetve az FBI felől, amikor a hírszerzés erős központosítását javasolta.
Donovan másik javaslata volt, hogy az új ügynökség feladatai közé tartozzon titkos akciók végrehajtása is, a hírszerzési feladatok mellett. Truman elnöknek nem nagyon tetszett ez az elképzelés sem, de végül Donovan érvei győzedelmeskedtek és a CIA megalapításáról rendelkező 1947-es National Security Act megadta ezekre az akciókra az engedélyt. Truman Roscoe H. Hillenkoetter ellentengernagyot nevezte ki az ügynökség első vezetőjének (hivatalos címe Director of Central Intelligence), az ügynökség első polgári vezetője Donovan pártfogoltja, Dulles lett 1953-ban.

### A második világháború után
A világháború után Donovan ismét visszatért a jogi pályára és többek között Telford Taylor főügyészt támogatta a nürnbergi pert követő kisebb tárgyalásokon, ahol többek között az elfogott OSS ügynökök kínzásáért és haláláért felelős német vezetőket ítéltek el. Második világháborús szolgálataiért Donovan megkapta a Distinguished Service Medal kitüntetést, amely a legmagasabb amerikai katonai kitüntetés nem harci feladatokért. Emellett tiszteletbeli brit nemesi címet is kapott. A perek után Donovan visszatért sikeres Wall Street-i praxisába, a Donovan, Leisure, Newton & Irvine ügyvédi irodához.
1949-ben az újonnan megalapított American Committee on United Europe elnöke lett, amely a kommunista befolyás terjedését kívánta megakadályozni Európában a politikai egység gondolatának támogatásával. 1953-ban Eisenhower elnök az USA thaiföldi nagykövetének nevezte ki, ahol 1954-ig szolgált.

### Titkosítás
Érthető okokból minden információt igyekezetek elrejteni a külvilág elől. 35 évig a hivatali titkok védelmét szabályozó brit törvény szigorú megkötései vonatkoztak rájuk. Mivel mindenkivel titoktartási nyilatkozatot írattak alá, ezért elég hosszú ideig nem is került semmi nyilvánosságra. 1962-ben Londonban egy titkos a angol-amerikai bizottság megvitatta a részleges nyilvánosságra hozás lehetőségét. A végeredmény egy könyv lett: A csendes kanadai (Amerikában a 3603-as szoba). Írója Montgomery Hyde, jeles történész, korábban a BSC tisztje szerint a hallgatás megtörésének oka Kim Philby szökése a Szovjetunióba. A teljes igazságból annyit hoztak nyilvánosságra, amiről Philby tudhatott. Ezzel további tíz évre sikerült tartani a titkot. 1972-ben a Szovjetunió hatalmas kampányba kezdett az Egyesült Államokban, annak elszigetelésére. Ekkor már tudott volt, hogy az oroszok több információra tettek szert, mint amit korábban feltételeztek. Ezekkel kínos helyzetbe hozhatták volna az amerikai-angol, illetve a kanadai-angol kapcsolatokat. A fenyegetésre teljes nyíltság volt a válasz.

### Halála és öröksége
Donovan 1959. február 8-án, 76 éves korában halt meg a Washington, D.C.-ben található Walter Reed Army Medical Center katonai kórházban. Az Arlingtoni Nemzeti Sírkertben temették el, itt nyugszik unokája is, William James Donovan, aki a vietnámi háborúban esett el.
Dwight D. Eisenhower egy beszédében az "utolsó hős"-ként ("the last hero") emlékezett Donovanra, ami Donovan életrajzának lett a címe. A Donovan, Leisure, Newton & Irvine ügyvédi iroda 1998-ban szűnt meg.
Donovan 1988-tól tagja az amerikai katonai hírszerzési hírességek csarnokának (Military Intelligence Hall of Fame).

## Kitüntetéseinek listája
Amerikai kitüntetések (Szalagsávok)
- Medal of Honor
- Distinguished Service Cross
- Distinguished Service Medal 2 Tölgyfalombbal
- Purple Heart 1 Tölgyfalombbal
- National Security Medal
- Mexican Border Service Medal
- World War I Victory Medal with 5 Battle Clasps
- Army of Occupation of Germany Medal
- American Defense Service Medal
- American Campaign Medal
- Asiatic-Pacific Campaign Medal with Arrowhead and 2 Bronze Service Stars
- European-African-Middle Eastern Campaign Medal with Arrowhead, 2 Silver Service Stars, and 2 Bronze Service Stars
- World War II Victory Medal
- Army of Occupation Medal with "Germany" clasp
- Armed Forces Reserve Medal with one ten-year hourglass device

Külföldi kitüntetések
- francia Becsületrend (Franciaország) (az első világháború után)
- Francia Köztársaság Becsületrendje Parancsnok (a második világháború után)
- Croix de guerre avec la palme, 1914-1918 (Franciaország)
- A Brit Birodalmi Rend tiszteletbeli Lovag-Parancsnoka
- Pápai Lateráni Kereszt (Vatikán) (Croce Lateranese)
- A Szent Szilveszter-rend Nagykeresztes Lovagja (Vatikán)
- Koronarend (Olaszország)
- Croce di Guerra (Olaszország)
- A Polonia Restituta rend parancsnoki keresztje csillaggal (Lengyelország)
- A Lipót-rend pálmaággal kitüntetett főtisztje (Belgium)
- Cseh hadikereszt (1939)
- Az Orange Nassau-rend főtisztje (Hollandia)
- A Szt. Olaf-rend nagykeresztje (Norvégia)
- A Fehér Elefánt-rend nagykeresztes lovagja (Thaiföld)

## Fordítás
- Ez a szócikk részben vagy egészben  a   William J. Donovan című angol Wikipédia-szócikk ezen változatának fordításán alapul.  Az eredeti cikk szerkesztőit annak laptörténete sorolja fel. Ez a jelzés csupán a megfogalmazás eredetét és a szerzői jogokat jelzi, nem szolgál a cikkben szereplő információk forrásmegjelöléseként.